# Ladislav Adamec
Ladislav Adamec (* 10. September 1926 in Frenštát pod Radhoštěm, Mähren; † 14. April 2007 in Prag) war ein tschechoslowakischer Politiker der Kommunistischen Partei (KSČ). Er war von Oktober 1988 bis Dezember 1989 Ministerpräsident seines Landes. Danach war er bis September 1990 der letzte Vorsitzende der KSČ.

## Leben
Der Sohn eines Bergarbeiters war bis 1945 als Hilfsarbeiter beschäftigt. 1946 trat er in die Kommunistische Partei der Tschechoslowakei (KSČ) ein. Bis 1958 stieg er zum Leiter der Verkaufsabteilung auf, wurde zum Sekretär des Direktors des Mährischen Elektrotechnischen Werks (MEZ) Frenštát ernannt, zum Leiter der Kaderabteilung und Vorsitzenden des Bezirksnationalausschusses im Okres Nový Jičín. Von 1958 bis 1960 war er Direktor des Werkes in Frenštát.
Das anschließende Studium an der politischen Hochschule des Zentralkomitees der KSČ von 1958 bis 1961 ermöglichte ihm die weitere politische Karriere. Ab 1960 war er Vorsitzender der Plankommission des Kreises und stellvertretender Vorsitzender der Sparte Industrie. 1966 wurde er in das Zentralkomitee der KSČ berufen.
Da er sich während des Prager Frühlings politisch zurückgehalten hatte, wurde Adamec 1969 in staatliche Funktionen als stellvertretender Vorsitzender der Regierung der Tschechischen Sozialistischen Republik (der größeren der beiden Teilrepubliken der Tschechoslowakei) und als Abgeordneter in den Tschechischen Nationalrat (das Parlament der tschechischen Teilrepublik) gewählt. Im März 1987 gelang ihm der Sprung in das Zentrum der Macht, er wurde Ministerpräsident der tschechischen Teilrepublik. Nach dem Sturz des Ministerpräsidenten Lubomír Štrougal im Oktober 1988, als das kommunistische Regime immer mehr verfiel, wurde er zum Ministerpräsidenten der gesamten Tschechoslowakei gewählt.
Die Wirtschaftsreformen, die er anregte, knüpften an die zwanzig Jahre früher eingeleiteten Reformen von Ota Šik an. Politisch zeigte er hingegen wenig Kompromissbereitschaft. Seine strenge Linie unterstrich er mit der Ernennung des Polizeioffiziers František Kincl zum Innenminister. Nach dem Beginn der Samtenen Revolution im  November 1989 war er bereit, über einen Richtungswechsel zu verhandeln. Doch seine Regierung, die er nach einem Besuch in Moskau und Gesprächen mit Gorbatschow aufstellte, wurde vom Volk nicht anerkannt. Am 27. November 1989 kam es zu einem Generalstreik. Am 7. Dezember 1989 trat Adamec zurück; sein Nachfolger in dieser Funktion wurde Marián Čalfa.
Ende 1989 wurde er von der KSČ als Nachfolger des Generalsekretärs Karel Urbánek in die Funktion eines Vorsitzenden der Partei gewählt. Bei der freien Wahl im Juni 1990 erhielt seine Partei landesweit 13,5 Prozent der Stimmen. Nach Adamec’ Rücktritt als Parteivorsitzender wurde das Amt nicht mehr besetzt, die KSČ löste sich in zwei separate kommunistische Parteien für Tschechien und die Slowakei auf. Er gehörte der Nationenkammer des Föderalparlamentes als Abgeordneter der KSČ bzw. der KSČM noch bis zur Auflösung der Tschechoslowakei am 31. Dezember 1992 an. Danach zog er sich aus dem öffentlichen und politischen Leben zurück. Als Kandidat der KSČM trat er 1996 im Wahlkreis Ostrava-Stadt erfolglos bei der Wahl zum tschechischen Senat an: mit 16 Prozent der Stimmen kam er auf den dritten Platz.